# 迎恩門

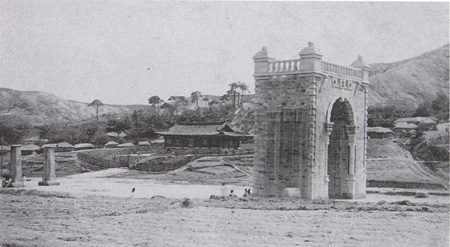
1897年の独立門（右）建立時に柱を残して撤去された迎恩門（左）。独立館に改名された慕華館（中央）

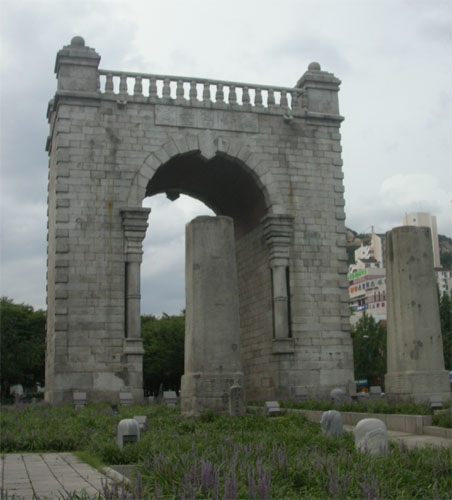
現在の独立門の前の迎恩門柱礎

迎恩門（げいおんもん、ヨンウンムン）は、1896年まで存在していた門（牌坊）である。現在は、大韓民国ソウル特別市西大門区峴底洞（ヒョンジョドン）101番地の独立公園内の独立門の正面に、2本の迎恩門柱礎だけが残っており、大韓民国指定史跡第33号となっている。

## 概要

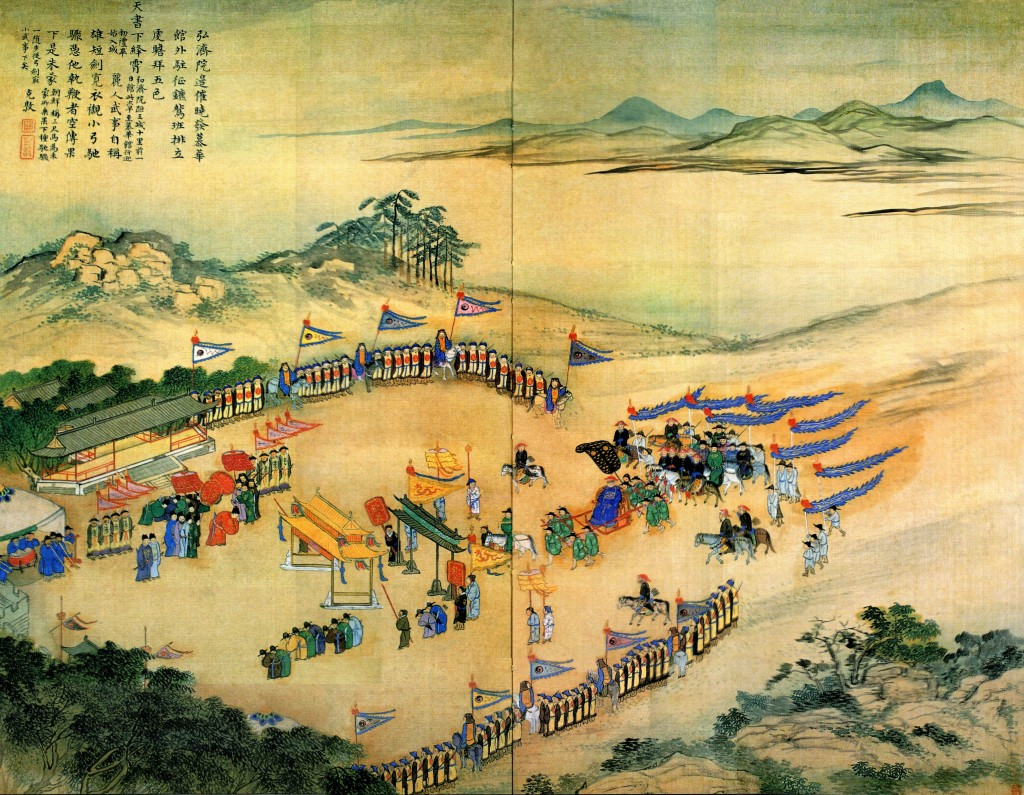
迎恩門にて清の冊封使阿克敦を恭しく迎える朝鮮国王

この門は、漢城の西大門である敦義門のすぐ外、義州を経て北京に至る街道に建てられていた。中国の皇帝の臣下であり、冊封国であった朝鮮の歴代の王が、中国の皇帝の使者を迎えるための門であった。1407年には慕華楼という使臣のための建物が建てられていたが、1536年に金安老の建議でそのそばに「迎詔門」を立てた。しかし1539年に明の使臣で来た薛廷寵は、使臣は中国皇帝の詔書や勅書や下賜の品々を持ってくるのに、門の名前が「詔だけを迎える」ではおかしいと言いがかりをつけ、朝鮮側は名前を「迎恩門」に変えた。1606年に来た明の使臣朱之蕃が書いた門の扁額が国立古宮博物館にある。
日清戦争で日本が勝利し、1895年の下関条約で、清の冊封体制から李氏朝鮮は離脱した。こうして大韓帝国が成立、独立協会は迎恩門を取り壊し、1897年に独立の記念として新たに独立門を同じ場所に建てた。また迎恩門に隣接して建てられていた慕華館は独立門建立時に独立館に改名された。
朝鮮国王は、満洲人の使節が来ると、みずから高官を従えて迎恩門まで歓迎に赴き敬意を表し、宴会を催し、芸を披露して接待し、李氏朝鮮の太子は慕華館で満洲人の勅使に酌の礼をした。